# Baie Kaipokok
La baie Kaipokok est une baie naturelle situé sur la côte Atlantique du Labrador au Canada. Elle mesure environ 60 km de long, pour une moyenne de moins de 5 km de large.

## Histoire
La baie fut initialement habitée par les Inuits de la côte du Labrador.
Dès le début du XVIIIe siècle, la proximité de bonnes zones de pêche et des routes de migration des phoques ont fait du Labrador un lieu de prédilection pour la pêche migratoire des Européens.
Le commerçant franco-canadien Louis Fornel débarqua près du site actuel de Rigolet et revendiqua la terre pour la France en 1743. Les franco-canadiens établirent à cette époque des postes de traite dans la baie Kaipokok.
Les Anglais prirent le contrôle de la côte du Labrador en 1763 à l'issue de la guerre de Sept Ans. Cela amena un flot de pêcheurs et de baleiniers européens à s'installer sur la côte du Labrador.

## Géographie
La côte du Labrador est marquée par d'innombrables baies s'ouvrant progressivement vers la mer du Labrador et l'océan Atlantique.
La baie Kaipokok débouche dans la mer du Labrador. Elle pénètre profondément les terres du sud-est du Labrador en s'ouvrant dans l'intérieur. Cette caractéristique est partagée avec le lac Melville et la baie Sandwich situés plus au sud.
La partie principale de la baie longue de plus de 45 km est prolongée par une partie intérieure longue de 15 km.

### Îles
Des îles et îlots que l'on retrouve dans la baie Kaipokok, les plus importantes sont l'île Long
 à l'entrée de la baie et l'île English River au centre de la partie principale de la baie.

### Affluents
La baie Kaipokok reçoit plusieurs cours d'eau, le plus important est la rivière Kaipokok dont l'embouchure se trouve au fond de la partie intérieure

### Marées
La baie Kaipokok se situe dans une zone du Labrador avec de relativement faibles marées.
Toutefois, la forme de la baie induit de forts courants de marée.

## Faune et flore
Comme la plupart des paysages le long de la côte est du Labrador, les pentes stériles et rocheuses sont fouettées par le courant glacial du Labrador. Le climat subarctique de la côte sud du Labrador offre généralement un climat d'été agréable et frais, qui est bientôt remplacé par une saison hivernale couverte de neige et de glace. Cet environnement hostile, avec quelques exceptions mineures, nourrit un écosystème boréal rustique. Les forêts collectives d'épinette noire, d'épinette blanche et de sapin baumier sont confinées aux vallées intérieures et aux berges où la géographie offre une protection douce contre les éléments. Pourtant, la côte rocheuse et sableuse de la côte du Labrador ressemble fortement à un biome de la toundra arctique.
Les cours d'eau abondent en saumons, truites et brochets, notamment la rivière Kaipokok.
On retrouve plusieurs espèces de baleines sur les côtes du Labrador, dont le petit rorqual, le rorqual à bosse, le cachalot, les globicéphales, le rorqual bleu et l'épaulard. Les îles externes abritent de grandes populations d'oiseaux, notamment des guillemots de Troïl et des macareux.

## Communautés
La baie Kaipokok baigne la petite communauté côtière inuite de Postville accessible uniquement par voie aérienne ou maritime.
Plusieurs postes de traite existaient le long de la baie jusque dans les années 1950.

## Ports et navigation
Entre la mi-juin et la mi-novembre (sous réserve des conditions de glace), le traversier MV Kamutik W en service depuis juin 2019 (a remplacé le MV Northern Ranger qui a cessé son service fin 2018) exploité par le gouvernement de Terre-Neuve-et-Labrador fournit un service hebdomadaire à partir de Goose Bay le long de la côte atlantique, avec des arrêts à Rigolet, Makkovik, Postville, Hopedale et Natuashish. Nain est l'arrêt le plus au nord sur la route ; le traversier reste amarré à Nain pendant environ trois heures avant de reprendre sa route vers le sud.
La navigation peut être rendue difficile en raison de la météorologie et des courants de marée.